# Place Jean-Bouhey
La place Jean-Bouhey est une place de Dijon, située dans le quartier des affaires Clemenceau.

## Situation et accès
Son architecture est moderne et contemporaine. La place est actuellement desservie par le tramway et est entourée essentiellement de bureaux, de plusieurs hôtels, de l'Auditorium de Dijon, du rectorat, du Palais des congrès de Dijon ou encore du parc des expositions de la ville.
Elle est également située à proximité de la Gare de Dijon-Porte-Neuve, deuxième gare dijonnaise.

## Origine du nom
La place porte le nom de l'homme politique et résistant français côte-d'orien Jean Bouhey (1898-1963).

## Historique

Panoramique de la Place Jean-Bouhey